# Relais 4 x 100 mètres nage libre féminin aux championnats du monde de natation 2023
Ne doit pas être confondu avec Relais 4 x 100 mètres nage libre masculin aux championnats du monde de natation 2023 ou Relais 4 x 100 mètres nage libre mixte aux championnats du monde de natation 2023.
Le relais 4 x 100 mètres nage libre féminin est une épreuve de natation sportive des championnats du monde de natation 2023. Elle a lieu le 23 juillet 2023 à Fukuoka au Japon.

## Records
Avant cette compétition, les records dans cette discipline étaient :
| Record du monde       | 3 min 29 s 69 | Australie | 25 juillet 2021 | Tokyo, Japon          |
| Record du championnat | 3 min 30 s 21 | Australie | 21 juillet 2019 | Gwangju, Corée du Sud |

Au cours de la compétition, le nouveau record suivant a été établi :
| Record du monde | 3 min 27 s 96 | Australie | 23 juillet |

## Résultats détaillés
Les 8 meilleurs temps se qualifient pour la finale (Q).

### Séries
| Rang | Série | Ligne | Pays            | Nageuses                                                                          | Temps                                 | Temps         | Commentaire     |
| Rang | Série | Ligne | Pays            | Nageuses                                                                          | Individuels                           | Global        | Commentaire     |
| ---- | ----- | ----- | --------------- | --------------------------------------------------------------------------------- | ------------------------------------- | ------------- | --------------- |
| 1    | 2     | 4     | Australie       | Shayna Jack Brianna Throssell Meg Harris Madison Wilson                           | 52 s 28 53 s 95 52 s 55 52 s 74       | 3 min 31 s 52 | Q               |
| 2    | 2     | 5     | États-Unis      | Torri Huske Olivia Smoliga Maxine Parker Abbey Weitzeil                           | 53 s 55 52 s 91 54 s 34 52 s 54       | 3 min 33 s 34 | Q               |
| 3    | 2     | 6     | Pays-Bas        | Kim Busch Milou van Wijk Sam van Nunen Marrit Steenbergen                         | 54 s 66 54 s 84 53 s 87 52 s 13       | 3 min 35 s 50 | Q               |
| 4    | 2     | 3     | Grande-Bretagne | Anna Hopkin Lucy Hope Abbie Wood Freya Anderson                                   | 54 s 10 53 s 79 54 s 64 53 s 45       | 3 min 35 s 98 | Q               |
| 5    | 1     | 5     | Chine           | Yang Junxuan Ai Yanhan Zhu Menghui Wu Qingfeng                                    | 54 s 20 54 s 09 54 s 56 53 s 41       | 3 min 36 s 26 | Q               |
| 6    | 1     | 3     | Suède           | Sarah Sjöström Michelle Coleman Sara Junevik Sofia Åstedt                         | 52 s 89 53 s 20 54 s 96 55 s 24       | 3 min 36 s 29 | Q               |
| 7    | 1     | 4     | Canada          | Margaret MacNeil Mary-Sophie Harvey Katerine Savard Taylor Ruck                   | 53 s 77 53 s 99 54 s 47 54 s 16       | 3 min 36 s 39 | Q               |
| 8    | 2     | 8     | Japon           | Rikako Ikee Nagisa Ikemoto Yume Jinno Rio Shirai                                  | 54 s 51 53 s 96 55 s 02 54 s 22       | 3 min 37 s 71 | Q               |
| 9    | 1     | 6     | Italie          | Chiara Tarantino Costanza Cocconcelli Emma Menicucci Sofia Morini                 | 54 s 95 54 s 14 54 s 50 54 s 34       | 3 min 37 s 93 |                 |
| 10   | 2     | 7     | France          | Béryl Gastaldello Lison Nowaczyk Mary-Ambre Moluh Assia Touati                    | 54 s 50 54 s 36 55 s 05 54 s 61       | 3 min 38 s 52 |                 |
| 11   | 2     | 2     | Brésil          | Ana Carolina Vieira Stephanie Balduccini Celine Souza Bispo Giovanna Diamante     | 54 s 46 53 s 92 55 s 20 55 s 41       | 3 min 38 s 99 |                 |
| 12   | 1     | 9     | Hong Kong       | Camille Cheng Siobhán Bernadette Haughey Tam Hoi Lam Stephanie Au                 | 56 s 05 52 s 59 55 s 36 55 s 93       | 3 min 39 s 93 | Record national |
| 13   | 1     | 2     | Hongrie         | Petra Senánszky Dóra Molnár Lilla Minna Ábrahám Nikolett Pádár                    | 55 s 10 55 s 41 54 s 38 55 s 13       | 3 min 40 s 02 |                 |
| 14   | 1     | 0     | Danemark        | Signe Bro Julie Kepp Jensen Emilie Beckmann Helena Rosendahl Bach                 | 55 s 39 54 s 58 55 s 75 55 s 49       | 3 min 41 s 21 |                 |
| 15   | 1     | 8     | Irlande         | Mona McSharry Danielle Hill Erin Riordan Victoria Catterson                       | 55 s 98 55 s 51 55 s 50 54 s 76       | 3 min 41 s 75 |                 |
| 16   | 2     | 1     | Espagne         | Carmen Weiler Ainhoa Campabadal África Zamorano Paula Juste                       | 55 s 58 54 s 98 55 s 61 56 s 36       | 3 min 42 s 53 |                 |
| 17   | 1     | 7     | Afrique du Sud  | Aimee Canny Emma Chelius Milla Drakopoulos Trinity Hearne                         | 54 s 95 56 s 28 57 s 85 56 s 46       | 3 min 45 s 54 |                 |
| 18   | 2     | 0     | Thaïlande       | Kamonchanok Kwanmuang Saovanee Boonamphai Phiangkhwan Pawapotako Jenjira Srisaard | 57 s 70 59 s 86 1 min 01 s 10 58 s 18 | 3 min 56 s 84 |                 |
| -    | 1     | 1     | Singapour       | Forfait                                                                           | Forfait                               | Forfait       | Forfait         |
| -    | 2     | 9     | Mexique         | Forfait                                                                           | Forfait                               | Forfait       | Forfait         |

### Finale
| Rang               | Ligne | Pays            | Nageuses                                                        | Temps                           | Temps         | Commentaire     |
| Rang               | Ligne | Pays            | Nageuses                                                        | Individuels                     | Global        | Commentaire     |
| ------------------ | ----- | --------------- | --------------------------------------------------------------- | ------------------------------- | ------------- | --------------- |
| Médaille d'or      | 4     | Australie       | Mollie O'Callaghan Shayna Jack Meg Harris Emma McKeon           | 52 s 08 51 s 69 52 s 29 51 s 90 | 3 min 27 s 96 | Record du monde |
| Médaille d'argent  | 5     | États-Unis      | Gretchen Walsh Abbey Weitzeil Olivia Smoliga Kate Douglass      | 54 s 06 52 s 71 52 s 88 52 s 28 | 3 min 31 s 93 |                 |
| Médaille de bronze | 2     | Chine           | Cheng Yujie Yang Junxuan Wu Qingfeng Zhang Yufei                | 53 s 39 53 s 53 52 s 64 52 s 84 | 3 min 32 s 40 | Record d'Asie   |
| 4                  | 6     | Grande-Bretagne | Anna Hopkin Lucy Hope Abbie Wood Freya Anderson                 | 53 s 67 53 s 53 54 s 19 52 s 51 | 3 min 33 s 90 |                 |
| 5                  | 7     | Suède           | Sarah Sjöström Michelle Coleman Sara Junevik Louise Hansson     | 52 s 24 53 s 11 54 s 71 54 s 11 | 3 min 34 s 17 |                 |
| 6                  | 3     | Pays-Bas        | Kim Busch Sam van Nunen Milou van Wijk Marrit Steenbergen       | 55 s 05 54 s 13 54 s 39 51 s 84 | 3 min 35 s 41 |                 |
| 7                  | 1     | Canada          | Summer McIntosh Margaret MacNeil Mary-Sophie Harvey Taylor Ruck | 54 s 99 53 s 07 54 s 57 53 s 99 | 3 min 36 s 62 |                 |
| 8                  | 8     | Japon           | Rikako Ikee Nagisa Ikemoto Yume Jinno Rio Shirai                | 55 s 09 53 s 62 55 s 26 54 s 64 | 3 min 38 s 61 |                 |